# Penthicodes caja
Penthicodes caja är en insektsart som först beskrevs av Walker 1851.  Penthicodes caja ingår i släktet Penthicodes och familjen lyktstritar. Inga underarter finns listade i Catalogue of Life.